# Gnocco fritto

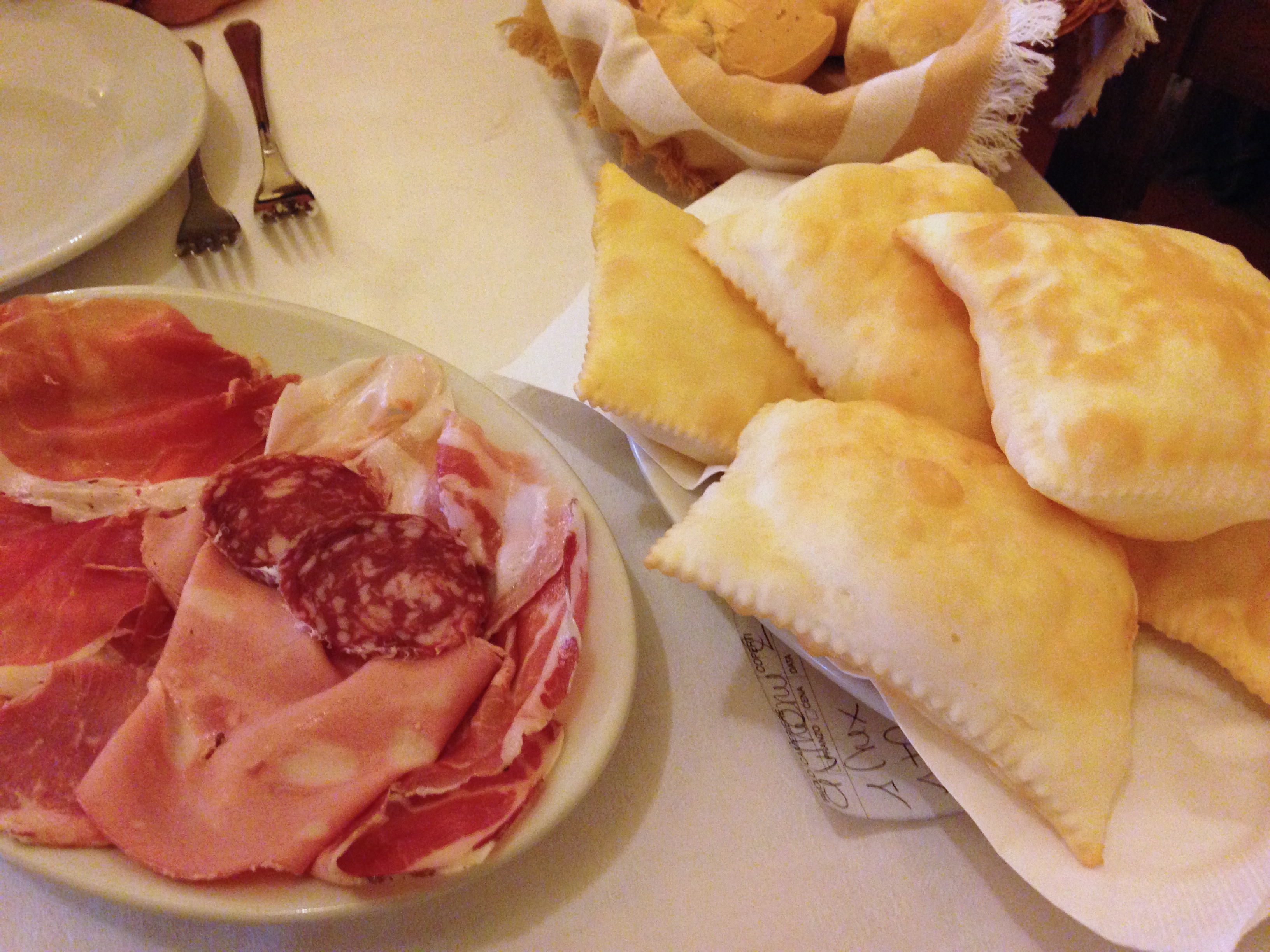
Gnocchi fritti servidos con salumi

El gnocco fritto (pronunciación en italiano: /ˈɲɔkko ˈfritto/) o crescentina (pronunciado /kreʃʃenˈtiːna/) es un pan de la cocina italiana de la región de Emilia en Italia, preparado con harina, agua y manteca de cerdo como ingredientes principales. A veces también se utilizan crepitantes en su preparación. En Emilia-Romaña, normalmente se corta en forma de diamante y luego se fríe, y se puede acompañar con queso y salumi. Cuando se fríe, el pan se hincha y puede incluir levadura o bicarbonato de sodio para leudarlo. Las versiones preparadas con leche son más blandas que las preparadas con agua. Se puede servir como aperitivo o como plato principal. A pesar del nombre con el que en Italia a menudo se lo conoce como una especie de ñoquis, técnicamente no lo es.

## Etimología
El nombre crescentina se deriva del verbo italiano crescere , que significa "crecer", refiriéndose a que se hincha durante la cocción.

## Variantes
Una versión del plato en la ciudad de Bolonia, Emilia-Romaña, se prepara con el pan cortado en forma redonda, que luego se fríe. Se pueden incorporar trozos de prosciutto (jamón curado en seco en rodajas finas) a la masa. En Pavullo nel Frignano, ciudad y municipio de la provincia de Módena, crescentina modenese se prepara con manteca y levadura y se cuece sobre una piastrata (una especie de parrilla), en lugar de fritos.
En la Toscana, la crescentina se espolvorea con sal o azúcar después de freírse, y a veces se incorpora salami toscano a la masa.
Crescia es una versión en la ciudad y comuna de Gubbio en la provincia de Perugia que se prepara con aceite y sal y se hornea en un horno. Su nombre está asociado a trozos de masa que se les daban a los niños para que jugaran con ellos, que luego se cocinaban al borde de un horno, denominado chichiripieno.
Spianata es una variación que se prepara con huevos y queso ricotta en la mezcla de masa.  El término spianata originalmente se refería a trozos de masa plana que se usaban para probar el calor de un horno antes de cocinar.